# کاسه‌رود
کاسه‌رود رودخانه ای تاریخی است در مرز ایران و توران که نبرد میان پلاشان و بیژن در نزدیکی آن واقع شد و در شاهنامه از آن یاد شده است. 
افراسیاب بر آن سوی این رود کوهی از هیزم به بالای ده کمند فراهم کرده بود تا ایرانیان نتوانند از آن راه عبور کنند و به توران روند. گیو داوطلب آتش زدن هیزم و گشودن راه شد و کی‌خسرو از پیش او را خلعت و گنج بخشید. طوس پس از کشته شدن فرود چون به کاسه‌رود رسید گیو را به گشودن راه فرستاد و گیو آن هیزم‌ها را به پیکان آتش زد تا سه هفته از آتش و دود و باد، راه گذشتن نبود. پس از فرونشستن آتش ایرانیان از آن راه عازم توران شدند.  

## منبع
- شریفی، محمد (۱۳۸۷).  محمد‌رضا جعفری، ویراستار. فرهنگ ادبیات فارسی‌. تهران: فرهنگ نشر نو و انتشارات معین. شابک ۹۷۸-۹۶۴-۷۴۴۳-۴۱-۸.